# Motýlek (film)
Motýlek (ang. Papillon) je americký hraný film natočený režisérem Franklinem J. Schaffnerem v roce 1973 na motivy stejnojmenného autobiografického románu spisovatele Henriho Charrière.
Film vypráví příběh francouzského vězně Henriho Charrière přezdívaného Motýlek (Steve McQueen), který se spolu se spoluvězněm Louisem Degou (Dustin Hoffman) pokouší uprchnout z trestanecké kolonie ve Francouzské Guyaně. Ústředním motivem snímku je touha člověka po svobodě.

## Děj
V úvodu snímku je odsouzený vězeň Henri přezdívaný pro své tetování Motýlek odeslán z Francie na doživotí do trestanecké kolonie ve Francouzské Guyaně. Na lodi potkává odsouzence Louise Degu, který byl do kolonie poslán za falšování peněz. Henri za úplatu brání slabšího Louise před ostatními spoluvězni. Po doplutí do kolonie jsou oba konfrontováni s hrubým zacházením dozorců a otřesnými podmínkami, které činí pobyt v tropickém vězení téměř nemožným. Motýlek se od počátku pokouší z věznice uprchnout. Při pokusu o útěk je však zadržen a dva roky držen na samotce. Po propuštění a umístění do ošetřovny naplánuje Motýlek nový útěk společně s vězni Clusiotem a Maturettem. Na poslední chvíli se ke skupince přidává také Louis. Clusiot je při útěku chycen a Louis Dega si zlomí kotník, přesto se tříčlenné skupině podaří uprchnout až k nachystané lodi. U ní však zjistí, že byli podvedeni, neboť loď je prohnilá a neschopná plavby. Pomoc naleznou v nedalekém táboře malomocných, kteří jim poskytnou své plavidlo. Na ní se vězni doplaví k pobřeží Hondurasu, kde jsou však ihned po přistání napadeni vojáky. Uprchnout se podaří pouze Motýlkovi, který se skryje v džungli a útočiště nalezne u místního indiánského kmene. Po odchodu od indiánů se Motýlek skryje v ženském klášteře, avšak abatyše jej prozradí úřadům, načež je opět odvezen do věznice v Guyaně a na samotce je držen dalších pět let. Poté je zestárlý Motýlek převezen na Ďábelský ostrov, kde se setká s přítelem Louisem Degou. Motýlek uprchne i odtud, když skočí do moře a na pevninu se nechá unášet na pytli naplněném kokosovými ořechy.

## Obsazení
| Steve McQueen    | Motýlek - Henri Charrière |
| Dustin Hoffman   | Louis Dega                |
| Don Gordon       | Julot                     |
| Anthony Zerbe    | Toussaint                 |
| Robert Deman     | Maturette                 |
| Victor Jory      | indiánský náčelník        |
| Woodrow Parfrey  | Clusiot                   |
| Bill Mumy        | Lariot                    |
| George Coulouris | doktor Chatal             |
| Ratna Assan      | Zoraima                   |
| William Smithers | dozorce Barrot            |
| Val Avery        | Pascal                    |
| Gregory Sierra   | Antonio                   |
| Ron Soble        | Santini                   |

## Ocenění
Jerry Goldsmith byl za hudbu k filmu Motýlek v roce 1974 nominován na cenu Oscara. Téhož roku byl Steve McQueen za hlavní roli v tomto filmu nominován na zisk Zlatého glóbu. Ocenění Golden Screen získal film Motýlek v roce 1974 a 1984.